# Francesco Enrico di Montmorency-Luxembourg
François-Henri de Montmorency, duca di Piney-Luxembourg, conte di Boutenville, meglio conosciuto con il nome di Maresciallo de Luxembourg (Parigi, 8 gennaio 1628 – Versailles, 4 gennaio 1695), è stato un nobile e generale francese membro del potente casato di Montmorency e militarmente indiscusso successore del Gran Condé.

## Biografia

### I primi anni
François Henri de Montmorency nacque a Parigi, nipote del duca Enrico II di Montmorency, decapitato il 30 ottobre 1632 per il crimine di lesa maestà. Anche il padre, conte di Bouteville, venne giustiziato sei mesi prima della nascita di Francesco Enrico per essersi battuto a duello in pieno giorno sulla Place Royal a Parigi con François d'Harcourt, marchese di Beuvron (il nome dei Montmorency in quel periodo non era decisamente in odore di santità).

### La carriera militare
Sua zia, Carlotta Margherita di Montmorency, principessa di Condé, gli offrì la sua protezione e lo allevò insieme al figlio, Luigi II di Borbone-Condé, principe di Condé e duca di Enghien (detto poi "Il Gran Condé"). Egli si legò al cugino e condivise successi e rovesci partecipando all'assedio di Thionville del 1643 e alle battaglie di Rocroi, di Nördlingen (1645), agli assedi di Dunkerque del 1646 e di Lérida del 1647, alle battaglie di Lens. Essendosi dichiarato frondista dopo la detenzione del principe di Condé, prestò servizio nell'armata spagnola e fu catturato nella battaglia di Rethel, il 15 dicembre 1650. Riunitosi al Condé dopo la detenzione di quest'ultimo e recuperata la libertà nel 1651, attaccò a Bléneau gli accampamenti del maresciallo d'Hocquincourt il 7 aprile 1652. Seguì poi ancora il Condé nell'assedio e presa di Rethel il 30 ottobre, a quella di Sainte-Menéhould il 25 novembre, all'assedio di Arras da parte degli spagnoli, con i quali fu sconfitto il 25 agosto 1654. Concorse alla disfatta del maresciallo de la Ferté di fronte a Valenciennes il 16 luglio 1656; alla presa di Condé da parte degli spagnoli il 18 agosto e a quella di Saint-Guilain, il 12 marzo 1657. Si trovò alla sconfitta degli spagnoli alla Dune il 14 giugno 1658, fu preso prigioniero ed esiliato nei Paesi Bassi.
Ritornati in Francia nel 1659 sia lui che il Condé, vennero perdonati. Condé si legò alla duchessa di Châtillon, sorella di Montmorency, e combinò nel 1661 il matrimonio di suo cugino Francesco Enrico con l'allora miglior partito di Francia: Maddalena di Clermont-Tonnerre, principessa di Tingry, contessa di Ligny, baronessa di Dangu ed ereditiera del ducato di Piney-Luxembourg. Questo matrimonio fece di Francesco Enrico un Pari di Francia. All'inizio della Guerra di devoluzione nel 1667, Condé e lui stesso si ritrovarono senza un comando ma durante la seconda campagna, l'anno successivo, Francesco Enrico ottenne il grado di luogotenente generale a fianco del Gran Condé nella conquista della Franca Contea. Durante i successivi anni di pace, egli si coltivò i favori del ministro Louvois.
Nel 1672 durante la guerra d'Olanda venne nominato Governatore dell'omonima provincia. Sconfisse il Principe d'Orange a Woerden e saccheggiò i Paesi Bassi e nel 1673 protesse la ritirata da Utrecht fino a Maastricht con soli 20.000 uomini di fronte ad una armata di 70.000, il che lo pose al livello dei migliori generali.
Divenne nel 1674 capitano delle guardie del re e nel 1675 fu nominato Maresciallo di Francia. L'anno successivo venne posto alla testa dell'Armata del Reno, ma nel 1677 non riuscì ad impedire al duca di Lorena di impadronirsi di Philippsburg. Il 14 agosto 1678 batté il Principe d'Orange a Saint-Denis, nonostante pochi giorni prima fosse stata sottoscritto il Trattato di Nimega (10 agosto 1678).
L'alta reputazione raggiunta destava invidia e appena emerse la "vicenda dei veleni", il Louvois addusse a pretesto le vecchie esperienze in materia d'alchimia di Francesco Enrico per accusarlo di assassinio e di aver stipulato un patto con il demonio, e per farlo imprigionare alla Bastiglia nel gennaio 1680. Presto liberato, gli fu comminato un anno di esilio nelle sue terre.

### La guerra della Grande Alleanza (1688-97)

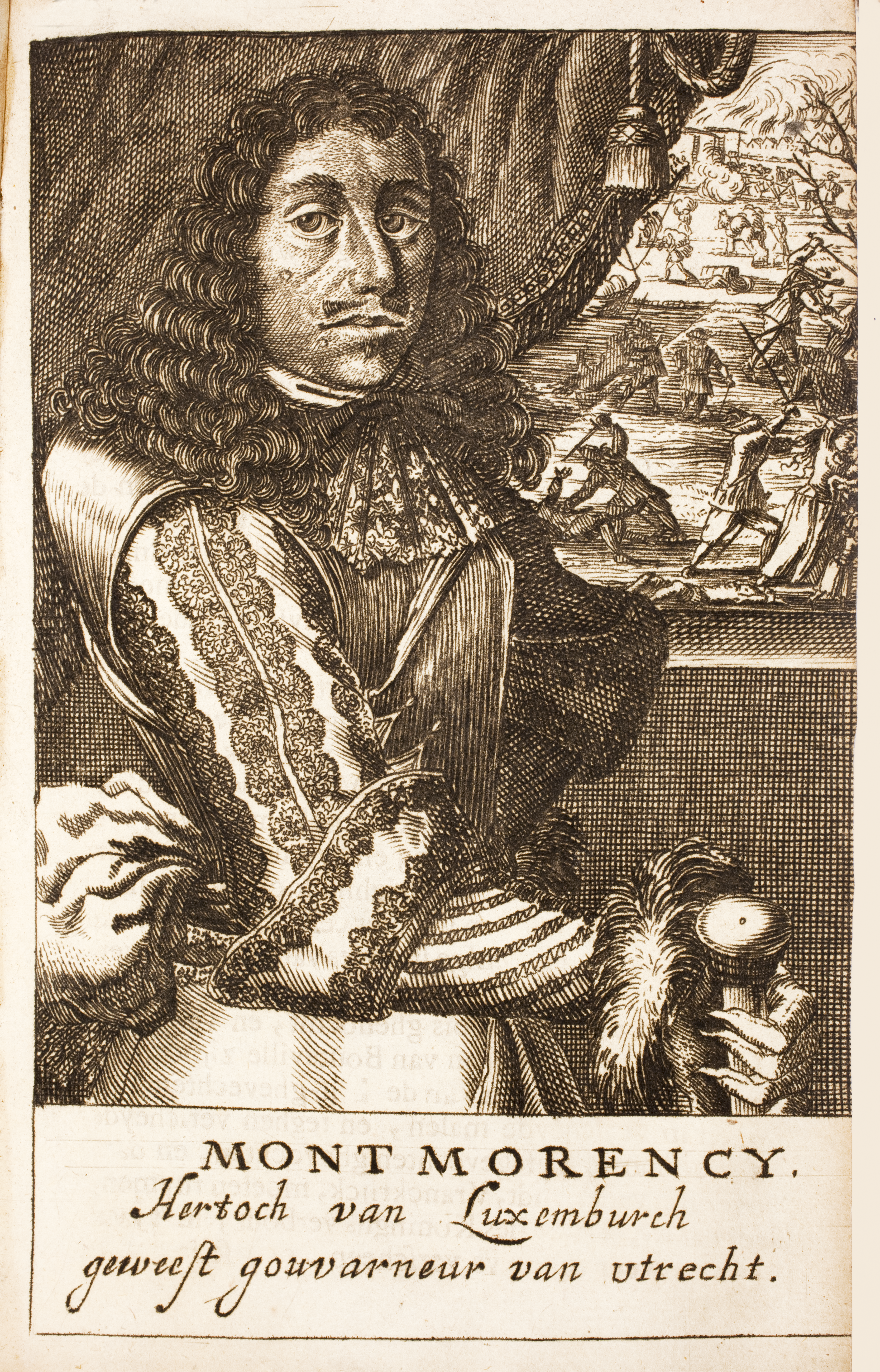
Incisione olandese che mostra un ritratto di Montmorency; sullo sfondo le sue truppe massacrano i civili olandesi

Rientrò nelle grazie del re allo scoppiare nel 1688 della Guerra della Lega di Augusta, quando sia Luigi XIV che il Louvois ritennero che l'unico che potesse fronteggiare il principe di Orange fosse proprio il Luxembourg, e gli conferirono il comando dell'armata delle Fiandre. Il 1º luglio 1690 riportò una grande vittoria sul Principe di Waldeck a Fleurus.
L'anno successivo, il 18 settembre vinse a Leuze, dopo di che batté ancora una volta il Principe d'Orange a Steinkerque (1692) ed a Landen. Nella successiva campagna in Fiandra del 1694 ebbe poche occasioni di mettersi in luce, salvo quando condusse la famosa marcia da Vignamont a Tournai di fronte al nemico. Ritornato nell'inverno a Versailles si ammalò e morì.
Fu soprannominato “Tappezziere di Nôtre-Dame” poiché conquistò moltissimi stendardi nemici nelle sue battaglie che espose poi nella cattedrale di Notre Dame, tappezzandone appunto le pareti interne.

## Discendenza
Il 17 marzo 1661, François-Henri de Montmorency sposò Madeleine de Clermont-Tonnerre, duchessa di Luxembourg, principessa di Tingry, contessa di Ligny, baronnessa di Dangu, dalla quale ebbe cinque figli:
- Carlo I Federico (1662 – 1762), duca di Piney-Luxembourg, duca di Beaufort, duca di Montmorency, principe di Aigremont, principe di Tingry, conte di Bouteville, conte di Lassé, conte di Dangu, Pari di Francia. Fu il padre di Carlo II Federico di Montmorency-Luxembourg  (1702-1764), Maresciallo di Francia (1757)
- Pietro Enrico (1663-1700), abate di Saint-Michel d'Orcamp
- Paolo Sigismondo (1664-?), duca de Châtillon, conte de Luxe e barone di Apremont
- Cristiano Luigi di Montmorency-Luxembourg (1675-1746), principe di Tingry, conte di Luxe, Pari di Francia,  Maresciallo di Francia (1734)
- Angelica Cunegonda (1666-?), detta Madame de Luxembourg

## Stemma
| Image | Stemma |
| ----- | --- |
| \| \| | François-Henri de Montmorency-Luxembourg conte di Luxe e di Bouteville, duca di Piney (detto « di Luxembourg ») e pari di Francia, signore di Précy, di Blaincourt e di Bouqueval, maresciallo di Francia, cavaliere dell'Ordine dello Spirito Santo (ricevuto il 31 dicembre 1688) D'oro alla croce di rosso cantonata da alerioni d'azzuro ordinati a 2 a 2, sul tutto d'argento al leone di rosso armato, lampassato e coronato d'oro. |
|       | |